# Enota temeljnega vojaškostrokovnega usposabljanja Slovenske vojske
Enota temeljnega vojaškostrokovnega usposabljanje Slovenske vojske (kratica: enota TVSU SV) je vojaško-izobraževalna enota Slovenske vojske, ki skrbi za začetno trimesečno usposabljanje novih kandidatov za poklicne vojake Slovenske vojske. Enota je v sestavi Centra za usposabljanje Slovenske vojske.

## Zgodovina
Enota je bila ustanovljena 14. septembra 2004.

## Poveljstvo
Poveljniki
- stotnik Iztok Velikonja (14. september 2004 - )